# Владимир Йотов
Владимир Йотов е български революционер, одрински деец на Вътрешната македоно-одринска революционна организация.

## Биография
Владимир Йотов е роден в Пазарджик. Завършва Робърт колеж в Цариград и започва работа като учител в Одринската българска гимназия „Д-р Петър Берон“. Влиза във ВМОРО и става член на Одринския окръжен революционен комитет от 1896 до 1899 година. Мести се в Цариград, където от 1899 до 1901 година е редактор на вестник „Прогрес“.